# Kisses (film)
Pour les articles homonymes, voir Kisses.
Pour plus de détails, voir Fiche technique et Distribution.
Kisses est un film américain réalisé par Maxwell Karger, sorti en 1922.

## Synopsis
Betty, fille du financier Estabrook, rencontre Bill Bailey dans le train et lui offre un de ses bonbons faits maison. Bill la persuade de proposer ses bonbons lors d'une vente de charité, et elle y rencontre un grand succès. Mais il apprend qu'elle est fiancée à Norman Maynard, le fils d'un confiseur industriel. Le père de Betty meurt à la suite de complications financières, et Betty vend sa maison et tout ce qu'elle possède dans le but de rembourser les créanciers, ce qui provoque la rupture des fiançailles par Maynard. Bill et Bessie Neldon rejoignent Betty pour créer une usine de confiseries, qui a tant de succès que Maynard commence à redouter sa concurrence et cherche à monter leurs ouvriers contre eux. Bill contrecarre ses plans, mais Betty vend la "B-Kissed Candy Company" à Maynard pour une grosse somme, qui lui permet de se fiancer à Bill. 

## Fiche technique
- Titre original : Kisses
- Réalisation : Maxwell Karger
- Scénario : June Mathis
- Direction artistique : Joseph Calder
- Photographie : Allen G. Siegler
- Société de production : Metro Pictures Corporation
- Société de distribution : Metro Pictures Corporation
- Pays d’origine :  États-Unis
- Langue originale : anglais
- Format : noir et blanc — 35 mm — 1,37:1 — Film muet
- Genre : Comédie romantique
- Durée : 50 minutes (5 bobines)
- Dates de sortie :  États-Unis : 3 avril 1922
- Licence : domaine public

## Distribution
- Alice Lake : Betty Ellen Estabrook
- Harry Myers : Bill Bailey
- Edward Connelly : Thomas Estabrook
- Edward Jobson : John Maynard
- Dana Todd : Norman Maynard
- Mignon Anderson : Bessie Neldon
- John MacKinnon : Edward Neldon
- Eugène Pouyet : Gustave